# Evippa massaica
Evippa massaica là một loài nhện trong họ Lycosidae.
Loài này thuộc chi Evippa. Evippa massaica được Carl Friedrich Roewer miêu tả năm 1959.